# Église Saint-Christophe de Paris
L'église Saint-Christophe de Paris est une église disparue de Paris, située sur l'île de la Cité. Elle se trouvait sur l'ancienne rue Saint-Christophe et donnait également sur le parvis de Notre-Dame de Paris.

## Histoire
C'est à l'origine un monastère pour femmes. Il passe par la suite sous l'autorité de l'évêque de Paris et de l'Hôtel Dieu : au IXe siècle, des chanoines y sont déjà chargés de prendre soin des nécessiteux. Au début du XIe siècle, l'église appartient pour moitié à l'évêque, pour moitié aux chanoines qui y résident. En 1099, l'évêque Guillaume de Montfort cède la chapelle aux chanoines et autorise l'édification d'une église qui devient paroissiale sous le règne de Philippe Auguste. Totalement séparée de l'Hôtel Dieu en 1220, elle s'adapte au quartier environnant. Elle est rebâtie en 1380, et progressivement agrandie jusqu'en 1510. 
Elle était de dimension modeste d'un vaisseau unique de 28 mètres de longueur sur 10 de large de trois travées courbes et trois travées droites avec des voûtes d'ogives à 10 mètres du sol. 
Sa paroisse qui comptait environ 1 500 habitants vers 1300 étant diminuée par l'agrandissement de l'hospice des enfants trouvés est fusionnée en 1747 avec la paroisse Sainte-Madeleine-en-la-Cité et l'église détruite pour agrandir le parvis de Notre-Dame.
Une partie des fondations visibles dans la crypte archéologique sous le parvis en sont les seuls vestiges.